# Pablo Anchieri
Pablo Anchieri (né le 18 avril 1989 à Carmelo) est un coureur cycliste uruguayen.

## Palmarès sur route

### Par année
- 2016
  - 4e étape de la Vuelta Ciclista Chaná
  - Ruta de la Campiña
  - La Puebla de los Infantes
  - Trofeo San Gil
  - 5e étape de la Vuelta Maule Sur
  - 2e de la Vuelta Chaná
  - 3e de la Vuelta Maule Sur
- 2017
  - 1re étape de la Vuelta Ciclista Chaná
  - 2e étape de la Rutas de América
  - 10e étape du Tour d'Uruguay
  - 1re et 2e étapes du Campeonato de Invierno
  - 3e étape de la Doble Treinta y Tres
- 2018
  - Doble Melo-Río Branco
  - Vuelta al Pueblo
  - 9e étape du Tour d'Uruguay
  - 2e de la Vuelta a los Puentes del Santa Lucía
- 2019
  -  Champion d'Uruguay sur route
  - 2e étape de la Vuelta Chaná
  - 1re, 8e et 9e étapes de la Rutas de América
  - Doble Treinta y Tres :
    - Classement général
    - 1re étape

  - Vuelta de Colonia
- 2020
  - 1re, 2e et 6e étapes de la Rutas de América
- 2021
  - 3e étape du Campeonato Invierno de Montevideo
  - 1re et 3e étapes du Torneo Primavera de Clubes
  - Vuelta de Colonia
- 2022
  - 2e, 6e et 9e étapes de la Rutas de América
  - 6e et 9e étapes du Tour d'Uruguay
  - Campeonato Invierno de Montevideo :
    - Classement général
    - 1re et 2e étapes
- 2023
  - 7e et 9e étapes de la Rutas de América
  - 3e et 11e étapes du Tour d'Uruguay
  - 1re étape de la Vuelta a Formosa Internacional
  - Vuelta a los Puentes del Santa Lucía
- 2024
  - Vuelta al Pueblo
  - 1re étape de la Vuelta Ciclista Chaná
  - 1re étape de la Doble Bragado
  - 2e de la Vuelta a los Puentes del Santa Lucía
  - 3e du Tour d'Uruguay
- 2025
  - Doble Calera Las Huérfanas
  - ShopRite Nutmeg State Games Criterium

### Classements mondiaux
| Année                                 | 2017 | 2018 | 2019  | 2020 | 2021  | 2022 | 2023  |
| ------------------------------------- | ---- | ---- | ----- | ---- | ----- | ---- | ----- |
| Classement mondial                    | 969e | 722e | 2610e | nc   | 1607e | nc   | 1854e |
| UCI America Tour                      | 59e  | 26e  | 420e  | nc   | 258e  | nc   | nc    |
|                                       |      |      |       |      |       |      |       |
| Légende : nc = non classéSource : UCI |      |      |       |      |       |      |       |

## Palmarès sur piste

### Championnats d'Uruguay
- 2017
  -  Champion d'Uruguay de l'omnium[1]
  -  Champion d'Uruguay du scratch[1]
  -  Champion d'Uruguay de l'élimination[1]
- 2018
  - 3e du championnat d'Uruguay de la course scratch[2]
- 2023
  -  Champion d'Uruguay de course aux points[3]
  -  Champion d'Uruguay de l'élimination[3]